# Yahel Castillo
Yahel Ernesto Castillo Huerta (* 6. Juni 1987 in Guadalajara) ist ein mexikanischer Wasserspringer. Er startet im Kunstspringen vom 1-m- und 3-m-Brett und im 3-m-Synchronspringen. Bei einer Körpergröße von 1,67 m beträgt sein Wettkampfgewicht 66 kg.
Yahel Castillo, als Einzelkind aufgewachsen, begann im Alter von 14 Jahren mit dem Wasserspringen. 2006 wurde seine Karriere durch einen gebrochenen Knöchel unterbrochen. Obwohl ihm die Ärzte ein Jahr für die Genesung bescheinigten, gelang es ihm, die Verletzung innerhalb von sechs Monaten auszukurieren. Daraufhin startete er drei Monate später, im Juli 2007, bei den Panamerikanischen Spielen in Rio de Janeiro, wo er jeweils vom 3-m-Brett einen achten Platz im Einzelwettbewerb und einen fünften Platz in der Synchron-Konkurrenz mit seinem Landsmann Luis Huerta erzielte. Im selben Jahr nahm er an Grand-Prix- und World-Series-Wettbewerben teil und erreichte seine beste Platzierung im Synchronspringen vom 3-m-Brett mit einem dritten Rang beim Italian Grand Prix und belegte im World-Series-Wettbewerb im heimischen Mexiko-Stadt einen siebten Platz im Einzel vom 3-m-Brett. Der Aufstieg in die Weltspitze gelang Castillo im folgenden Jahr, als der Mexikaner vor heimischer Kulisse beim World-Series-Wettbewerb in Tijuana die Einzelkonkurrenz vom 3-m-Brett gewann sowie weitere Podiumsplätze bei den China Open (sowohl im Einzel als auch im Synchronspringen) und dem Weltcup in Peking errang. Bei den Olympischen Sommerspielen in der chinesischen Hauptstadt trat Castillo als Nummer zwei der Welt in der Einzelkonkurrenz vom 3-m-Brett an. Dort wurde er gemeinsam mit den chinesischen Springern He Chong und Qin Kai, dem Kanadier Alexandre Despatie und dem Russen Dmitri Sautin zu den Medaillenkandidaten gezählt, belegte aber bei einem Sieg He Chongs nur den siebten Platz.
Anfang Juli 2009 nahm Castillo an der Universiade in Belgrad teil, bei der er hinter dem Chinesen Pan Zhaowei die Silbermedaille vom 3-m-Brett gewann. Einige Wochen später wurde bekannt, dass der Springer bei den Studenten-Weltspielen unter Alkoholeinfluss gestanden hatte, was sein Sportstipendium in Höhe von monatlich 25.500 Pesos (ca. 1340 Euro) in Gefahr brachte. Obwohl eine Sanktion des Vergehens seitens des mexikanischen Schwimmverbands noch ausstand, nahm Castillo Mitte Juli an der Weltmeisterschaft in Rom teil, wo er beim Sieg des Chinesen He Chong einen sechsten Platz vom 3-m-Brett belegte. Bei der Weltmeisterschaft 2011 in Shanghai gewann er zusammen mit Julián Sánchez Bronze im 3-m-Synchronspringen. Es war seine erste internationale Medaille bei einer großen internationalen Meisterschaft. Im Einzel vom 3-m-Brett errang er zudem Rang sechs. Sehr erfolgreich verliefen für ihn die Panamerikanischen Spiele 2011 in seiner Heimatstadt. Er gewann im Einzel vom 3-m-Brett und mit Julián Sánchez im 3-m-Synchronspringen jeweils die Goldmedaille.
Castillo wird momentan von Jorge Rueda trainiert und zählt Sprünge mit einem Schwierigkeitsgrad von bis zu 3,9 zu seinem Repertoire.